# توما توماس
توما توماس وأيضا يسمى بابو يوسف هو سياسي شيوعي عراقي كلداني ضد النظام في فترة الستينات .

## بداية حياته
توما توماس هو كلداني ولد في بلدة ألقوش شمال العراق شمال محافظة نينوى في سنة 1924 وهو يدين المسيحية الكاثوليكية بعد إكماله الدراسة الابتدائية ذهب إلى الموصل وأكمل دراسته الثانوية ثم ذهب إلى كركوك وعمل في شركة نفط، وهناك انضم مع الحزب الشيوعي العراقي سنة 1950.

## نضاله ضد الحكومة المركزية
ظهر مع الشيوعيين بقوة أثناء ثورة 1958، إلا أن القوميين العرب تمكنوا من قلب الحكم سنة 1963 بعدما قاموا بإعدام عبد الكريم قاسم، الكثير من الشيوعيين في ذلك الوقت حكم عليهم بالإعدام وكان منهم توما توماس فهرب إلى شمال العراق في جبال كردستان وكون هناك جيش الأنصار الذي انضم مع المعارضة الكردية في محاربة السلطة المركزية خلال 30 عام قاد توما توماس جيش الأنصار في عدة معارك ضد الجيش العراقي أبرزها إرسال جيشه من الحدود التركية إلى تلكيف

## اواخر حياته
في عام 1980 هرب إلى سوريا وتوفي 15/أكتوبر/1996 في دمشق دفن في البداية في المقبرة الكلدانية في دهوك وفي عام 2010 نقلت جثته إلى بلدته الام ألقوش